# Corsicaanse Republiek
De Corsicaanse Republiek was een onafhankelijke republiek die werd uitgeroepen op Corsica in 1755. De republiek bleef bestaan tot de Fransen het eiland in 1769 bezetten.
De Corsicaanse Republiek was de eerste republiek van de moderne tijd. Het had de eerste grondwet gebaseerd op de vrijheidsprincipes van de Verlichting, waaronder een representatief democratisch systeem. De republiek was een inspiratiebron voor de Amerikaanse Revolutie enkele decennia later, hoewel veel Corsicaanse rebellen in de Amerikaanse Onafhankelijkheidsoorlog ironisch genoeg juist aan Britse zijde vochten.

## Geschiedenis
Na decennia van strijd tegen de Republiek Genua, sinds 1284 heer en meester op Corsica, verdreven de Corsicaanse rebellen onder leiding van Pasquale Paoli de Genuezen van het eiland. In november 1755 riep Paoli de republiek uit in Corsica en verklaarde het eiland zich onafhankelijk van Genua.
De grondwet van de republiek werd ontworpen door Paoli en geratificeerd door de bevolking van Corsica. Paoli werd benoemd tot president en er werd een nationaal parlement geïnstalleerd. De leden van dit parlement werden voor een periode van drie jaar verkozen. Alle mannen van 25 jaar of ouder mochten stemmen. Mogelijk mochten ook vrouwen stemmen. Italiaans werd de officiële taal van Corsica. De republiek sloeg haar eigen munten. Ook vestigde Paoli een universiteit in de hoofdstad van de republiek, Corte.
De republiek werd niet erkend door andere naties. Alleen de bei van Tunesië erkende de onafhankelijkheid van de republiek. Wel kreeg de republiek steun van veel bekende denkers van de Verlichting, zoals Voltaire, Jean-Jacques Rousseau en James Boswell.
In 1767 wisten de Corsicanen zelfs het eiland Capraia op de Genuezen te veroveren. Genua moest erkennen dat het Corsica kwijt was geraakt en verkocht het eiland in het geheim aan Frankrijk met het Verdrag van Versailles in 1768. Paoli vocht een guerrilla-oorlog tegen de Franse troepen vanuit de Corsicaanse bergen, maar werd verslagen in de Slag bij Ponte Novu op 8-9 mei 1769 en vluchtte naar Engeland. Corsica werd geannexeerd door Frankrijk en kreeg de status van provincie in 1770.
Na het uitbreken van de Franse Revolutie in 1789 mochten de gevluchte rebellen terugkeren naar Corsica. Paoli werd in 1790 benoemd tot president van het departement Corsica. Na de executie van koning Lodewijk XVI van Frankrijk in 1793 koos Paoli weer de kant van de Britten en wist de Fransgezinde Corsicaan Napoleon Bonaparte en zijn broers te verslaan. Corsica bleef een Brits protectoraat tot de Fransen in 1796 het eiland heroverden en Paoli nogmaals in ballingschap naar Londen moest vertrekken.
Tot op de dag van vandaag is Corsica een deel van Frankrijk. Nog steeds is er een onafhankelijkheidsbeweging actief die de republiek wil herstellen.

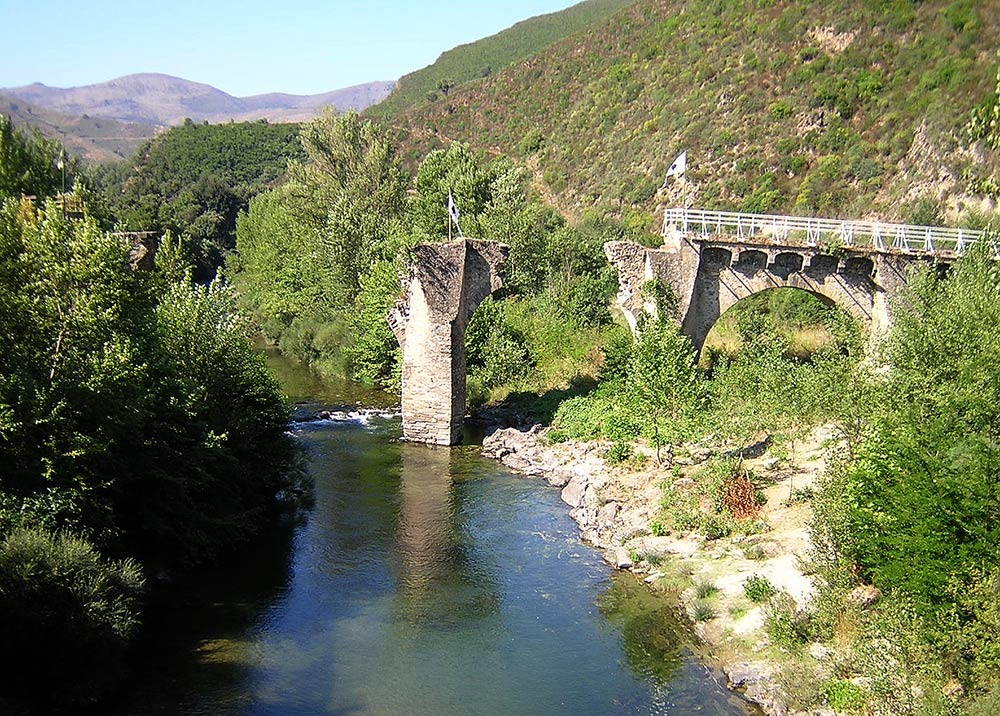
Ruïne van de Ponte Novu-brug. De Corsicaanse Republiek eindigde toen Pasquale Paoli werd verslagen door de Fransen in de Slag bij Ponte Novu op 8-9 mei 1769